# Alfreda Mularczyk
Alfreda Mularczyk (ur. 13 lipca 1937 w Turowie) – polska pedagog i polityk, posłanka na Sejm PRL VIII kadencji.

## Życiorys
Uzyskała tytuł zawodowy magistra pedagogiki. Pracowała w szkole podstawowej w Dobkowie, w kole młodzieżowym Związku Młodzieży Wiejskiej oraz w Kole Gospodyń Wiejskich. Była dyrektorem Miejskiej Poradni Wychowawczo-Zawodowej w Złotoryi i wiceprezesem Towarzystwa Przyjaciół Dzieci w tym mieście.
W 1957 wstąpiła do Zjednoczonego Stronnictwa Ludowego. Zasiadała w prezydium Wojewódzkiego Komitetu tej partii w Legnicy. Przez cztery kadencje pełniła mandat radnej. W latach 1980–1985 sprawowała mandat posłanki na Sejm PRL VIII kadencji w okręgu legnickim. Zasiadała w Komisji Górnictwa, Energetyki i Chemii, Komisji Prac Ustawodawczych, Komisji Oświaty i Wychowania oraz w Komisji Oświaty, Wychowania, Nauki i Postępu Technicznego.